# Кебехет

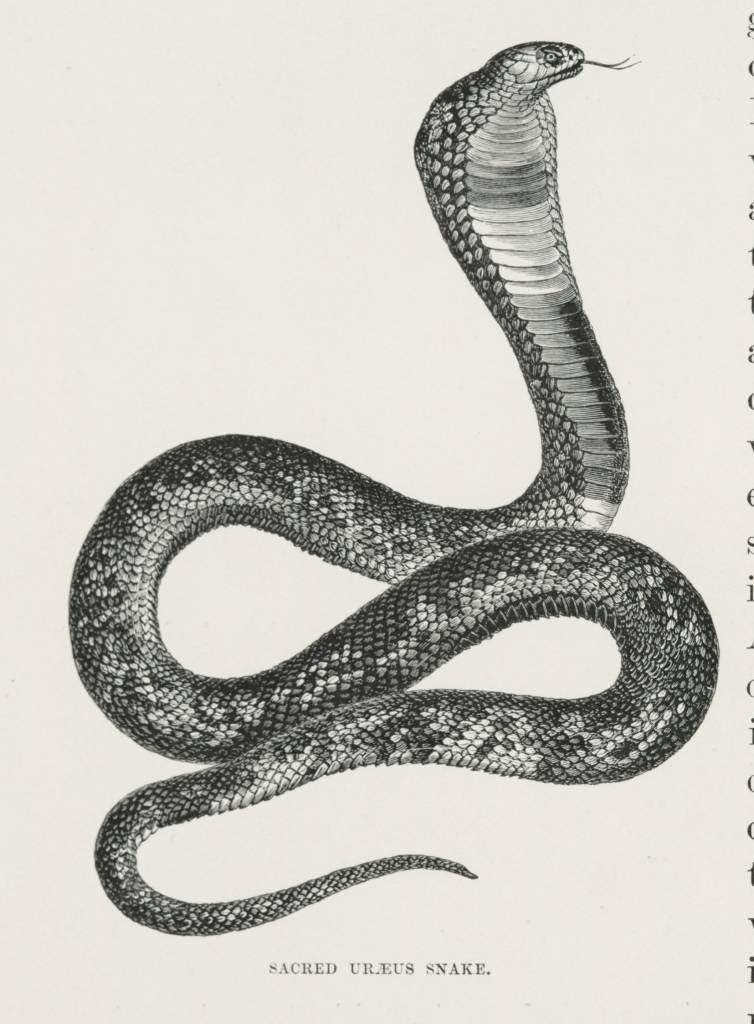

Кебехет - богиня бальзамування і чистої прохолодної води в давньоєгипетській міфології. Кебехет також відома під іменами Хебхут, Кебехут і Кабехет. Її ім'я означає «прохолодна вода».

## Кебехет в міфології
Батьками Кебехет вважалися бог бальзамування Анубіс і його дружина Інпут, яка була його жіночим проявом. Домівкою Кебехет вважався Дуат. Кебехет вважалася богинею свіжості, що здійснює обмивання і очищення за допомогою води. Кебехет допомагала Анубісу в процесі муміфікації, омивала нутрощі і тіло померлих, приносила священну воду необхідну для омивання померлого, допомагала очищати мумію. Вона приносила воду душам мертвих, поки вони чекали повного завершення процесу муміфікації. Цілком можливо, що вона захищала тіло від розкладання, тому воно залишалося свіжим до моменту оживання Ка померлого.
Як і всі богині, які входили до складу огдоади, Кебехет зображали у вигляді змії або жінки з головою змії, в окремих випадках її зображували у вигляді страуса, який символізував Маат.